# The Magnetic Fields
The Magnetic Fields és un grup de música de Nova York, liderada pel compositor i cantant Stephin Merritt. Els àlbums publicats per Merritt sota el nom de The Magnetic Fields es poden definir com un Synth Pop amb reticències dels anys vuitanta i boniques lletres, moltes sobre l'amor, a vegades iròniques, d'altres més festives. Mentre que ens els àlbums The Wayward Bus i Distant Plastic Trees predomina la veu de Susan Anway, a la resta d'àlbums els temes els canta Merritt.
La banda comença com un projecte d'estudi de Merrit, amb ell tocant tots els instruments. Amb l'ajuda de la seva amiga Claudia Gonson, qui va participar amb Merrit a la ban,,a ser al “TT the Bear's Place” a Boston el 1991, on van tocar amb una escassa audiència que esperava Galaxie 500. La presentació no va sonar com a les gravacions, que tenien un so més representatiu del que era la banda, però amb el temps els sons van arribar a convergir.
El seu àlbum més popular fins ara ha estat el triple àlbum 69 Love Songs. En aquest Merritt exhibeix la seva habilitat com a compositor amb uns retocs musicals poc ortodoxos (que inclouen instruments com d'ukelele, el banjo, l'acordió, el violoncel, la mandolina, el piano, la flauta, el xilòfon, i diversos instruments de percussió a més dels usuals sintetitzadors, guitarres i efectes). L'àlbum també inclou als vocalistes convidats Shirley Simms, Dudley Klute, LD Beghtol i la integrant Claudia Gonson – cadascun d'aquests canta en sis cançons i en els cors d'altres temes - a més de Daniel Handler a l'acordió, i el col·laborador habitual Christopher Ewen (de Future Bible Heroes) com a convidat pels retocs.
L'àlbum i continua amb l'interès de Merrit pels àlbums conceptuals, amb cada un dels títols dels temes començant per la lletra I. Segons els crèdits de l'àlbum, es va fer sense sintetitzadors.

## Discografia
- 1991 - Distant Plastic Trees
- 1992 - The Wayward Bus
- 1992 - The House of Tomorrow (EP)
- 1994 - Holiday
- 1994 - The Charm of the Highway Strip
- 1995 - Get Lost
- 1999 - 69 Love Songs
- 2004 - i
- 2008 - Distortion
- 2010 - Realism
- 2012 - Love at the Bottom of the Sea